# Tomás Guzmán
Tomás Guzmán (ur. 7 marca 1982 w Asunciónie) – paragwajski piłkarz grający na pozycji napastnika w zespole Piacenza Calcio.
Po przybyciu do Juventusu z ligi paragwajskiej w 2001 był wielokrotnie wypożyczany do innych włoskich klubów. W 2007 stał się współwłasnością Juve i Piacenzy Calcio. W 2009 ostatecznie stał się zawodnikiem tego drugiego klubu.